# We are all BLOOMIN'
「We are all BLOOMIN'」（ウィ・アー・オール・ブルーミン）はavex traxから2006年11月29日に発売されたTRFの28枚目のシングル。

## 解説
「CD」と「CD+DVD」の2形態で発売。
タイトル曲の「We are all BLOOMIN'」は小室哲哉による久々の楽曲提供で、2002年に発売されたコンピレーション・アルバム「songnation」収録の「one nation」以来、シングル曲としては1996年に発売された「LEGEND OF WIND」以来10年ぶりであった。
日本テレビ系『汐留イベント部』2006年12月度エンディング・テーマおよび日本テレビ系『音楽戦士 MUSIC FIGHTER』12月POWER PLAY曲に使用された。
カップリング曲の「My Revolution」は1986年に小室が作曲を手掛けた渡辺美里のシングル曲のカバーとなっている。東洋水産「麺づくり」CMソングとして使用され、メンバーも出演した。
ジャケットはTRFの小室プロデュース時代のシングルのジャケットが散りばめられた写真が使用されているが、上述の2形態ではデザインが異なっている。
本作と同日には「GOING 2 DANCE/OPEN YOUR MIND」から「WIRED」までの過去のシングルがマキシシングルとして再発売、さらにYU-KIのソロ・シングルである「シロイツキ。」も発売されている。

## 収録曲

### CD
1. We are all BLOOMIN'
作詞：前田たかひろ／作曲・編曲：小室哲哉
2. My Revolution
作詞：川村真澄／作曲：小室哲哉／編曲：JUNKOO
3. We are all BLOOMIN' -Music Video Edit-
4. We are all BLOOMIN' -Back Track-
5. My Revolution -Back Track-

### DVD
1. We are all BLOOMIN' -Music Clip-

## 収録アルバム
We are all BLOOMIN'
- 『TRF 15th Anniversary BEST -MEMORIES-』
- 『TRF 20TH Anniversary COMPLETE SINGLE BEST』